# Laozi
Laozi o Lao Tse (en xinès: 老子, en pinyin: Lǎozǐ, en Wade-Giles: Laosi, 'vell mestre') fou un pensador xinès que la tradició presenta com a fundador del taoisme, un dels corrents de pensament més influents dins de la civilització xinesa. Se li atribueix l'autoria del Daodejing (o Tao te txing), obra fonamental d'aquest corrent. D'acord amb aquest llibre, el tao (el «principi universal») és el canvi permanent i aquest fet que tot canvia en permanència seria l'única veritat universal.
Les dades biogràfiques d'aquest personatge són més llegendàries que històriques. Es creu que va viure en el segle iv aC, durant el període de les Cent escoles de pensament i dels Regnes Combatents, tot i que la tradició xinesa estableix que va viure al segle vi aC. Aquesta mateixa tradició diu que hauria nascut a la prefectura de Ku, al territori que actualment és el país de Lùyi, a la província de Henan, en els darrers anys del període de les Primaveres i Tardors. Igualment, Laozi hauria estat contemporani de Confuci i hauria treballat com a arxiver a la Biblioteca imperial de la cort de la dinastia Zhou. A causa de la dimissió de les autoritats de la cort de Zhou, hauria estat cessat en el seu càrrec i per això va partir amb el seu búfal d'aigua cap a l'estat de Qin, on desaparegué en el desert.
Laozi sempre ha estat molt respectat en tots els cercles de la Xina: per als confucians, era un filòsof venerat, per a la gent del poble era un sant i per als taoistes era una emanació del tao i una de les seves grans divinitats.

## El nom
El nom Laozi (老子) és un títol honorífic: Lao (老) significa 'venerable' o 'vell'; Zi (子) es tradueix literalment com 'noi', però també designa una jerarquia nobiliària i és un terme de respecte agregat als noms dels mestres reverenciats. Així, el nom es pot traduir per 'vell mestre'. El seu nom personal pot haver estat Ĕr i el seu cognom Lĭ (i per tant, el nom complet seria 李耳, Lǐ er o Li Ehr), el seu nom de cortesia Boyang (伯阳), i el seu nom pòstum va ser Dan, (聃) que significa 'misteriós', i també se l'anomena Lao Dan (老聃).
Durant la dinastia Tang (618-907), va ser honrat com a avantpassat d'aquesta, ja que les religions taoistes afins a la dinastia Tang van relacionar el cognom de la família regnant amb el nom pòstum atribuït a Laozi (Lao-Tang), però aquesta visió no era compartida pels sectors taoistes opositors a la monarquia, com ho eren els taoistes filosòfics de les societats secretes. Les classes governants d'aquell període van atribuir a Laozi el títol de Taishang Xuanyuan Huangdi, que significa 'emperador misteriós i primordial suprem'. Xuanyuan i Huangdi són el nom propi i el títol de l'emperador Groc.

## Biografia

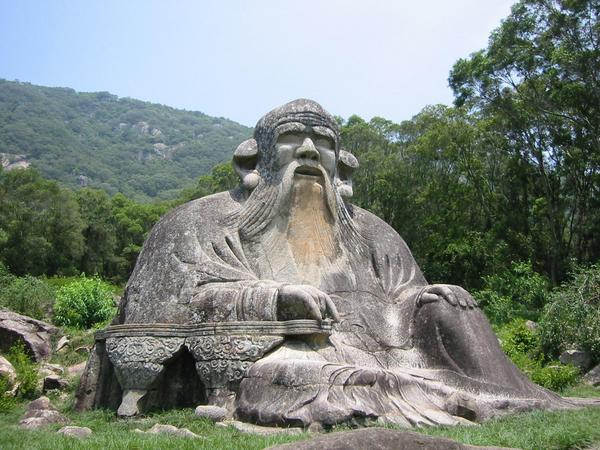
Monument a Laozi a Quanzhou, Xina

Poc se sap sobre la vida de Laozi. Tant la seva existència històrica, com la seva autoria del Daodejing, són objecte de controvèrsia. Tanmateix, es va convertir en un important heroi cultural per a moltes generacions del poble xinès. La tradició assegura que va néixer sota una prunera en un petit poble de la prefectura de Ku (苦县Kǔ Xian) de l'estat de Chǔ (楚), actualment districte de Lùyì (鹿邑), de la província de Henan, durant els darrers anys del període de les Primaveres i Tardors, i va tenir com a primer nom Li-Er ('orelles de prunera'), encara que altres versions sostenen que era Po Yang-Li, provinent d'una família de pescadors. Algunes llegendes sostenen que la gestació de Laozi va durar 81 anys, la quantitat de capítols que té el Daodejing, i quan finalment va néixer ja tenia el cabell blanc, les arrugues en el rostre pròpies d'un ancià, i orelles bastant més grosses del que és normal.
El que actualment es reconeix com el primer intent d'aconseguir plasmar una biografia de Laozi es troba registrat en el Shiji (Registres de l'historiador, c. 90-104 aC), de Sima Qian (145-89 aC). En aquestes primeres referències, s'anomena Laozi pel nom d'Er (nom) i Li (cognom), i també hi apareixen mencions a Laozi, però en cap moment a Lao Tang.
D'acord amb la tradició, ja una biografia inclosa en l'obra de Sima Qian, Laozi va ser contemporani de Confuci (Kongzi), encara que era més gran que ell, i va treballar com a arxiver a la Biblioteca imperial de la cort de la dinastia Zhou. De manera intencionada o per accident, quan Confuci es dirigia a llegir els rotllos de la biblioteca, el va trobar a Zhou, prop de la moderna Luoyang. Confuci i Laozi van discutir durant mesos sobre els rituals i sobre el que era el més apropiat, que són els fonaments del confucianisme. Laozi s'oposava al que considerava que eren pràctiques buides, i la llegenda taoista sosté que aquestes discussions van ser més profitoses per a Confuci que el contingut de la biblioteca.
Laozi va renunciar després al seu lloc, potser per la decreixent autoritat de la cort Zhou. Alguns relats sostenen que va viatjar cap a l'oest muntant un búfal d'aigua, a través de l'estat de Qin. Quan va arribar al pas de Shanggu, el guardià, al qual una font anomena Yinji i una altra Luanyin, va reconèixer l'il·lustre filòsof. Li va suplicar que es quedés un any a casa seva, abans de marxar al desterrament i escrigués un llibre exposant la seva doctrina. El mestre es va deixar convèncer, i escrigué el Daodejing, i després va anar més a l'oest, endinsant-se en el país dels bàrbars, on el seu rastre es perd per sempre. Fins llavors, Laozi només havia propagat la seva filosofia de manera oral.
Algunes de les controvèrsies modernes sobre la seva vida inclouen:
- La discussió amb Confuci, que podia haver estat inventada pels taoistes per fer que la seva escola filosòfica aparegués com a superior al confucianisme.
- L'autor real del Daodejing podria haver creat un personatge fictici perquè l'origen del text semblés més misteriós, fent-lo llavors més fàcil de popularitzar.
- S'ha discutit que Laozi podria ser un pseudònim de Dan, el prefecte dels grans escribes (Tai Shǐ Dàn,太史儋). O podria també ser d'un ancià de Lai, una prefectura de l'estat de Qi (齐), o alguna altra persona d'existència històrica.

## Obra
La seva famosa obra, el Daodejing, ha tingut una gran influència a la Xina. És un tractat místic que cobreix moltes àrees de la filosofia, des de l'espiritualitat individual fins a les tècniques del bon govern. Com molts altres pensadors xinesos antics, les seves explicacions utilitzen amb freqüència paradoxes, analogies, apropiació de cites antigues, repetició, simetria, rima i ritme. Els escrits que se li atribueixen són poètics, densos i sovint críptics, i serveixen com a punt d'inici per a la meditació sobre el cosmos o sobre un mateix. Moltes de les teories estètiques de l'art xinès es basen en les seves idees i en les del seu continuador més famós, Zhuang Zi.

### Contingut
Laozi emfatitza en la qüestió del tao (dao), traduït normalment com 'el camí', i expandeix el seu significat per abastar l'ordre innombrable, immanent, l'univers. Destaca el concepte de wei-wu-wei, 'acció mitjançant la no-acció', que no significa romandre immòbil sense fer res, sinó evitar les intencions explícites i la voluntat que obstaculitza la fluïdesa harmònica de la natura. Els objectius poden assolir-se respectant les formes en què les coses creixen i decreixen de manera natural. D'aquesta manera, les accions realitzades d'acord amb el tao són més fàcils i més productives que aquelles que pretenen el contrari. Laozi creia que la violència ha de ser evitada i que la victòria militar és una ocasió de dol a causa de la necessitat d'usar la força contra altres éssers vivents. Sostenia també que l'excés de lleis i regles fan més difícil el maneig de la societat, ja que oprimeixen les llibertats dels pobles.

## Ensenyances

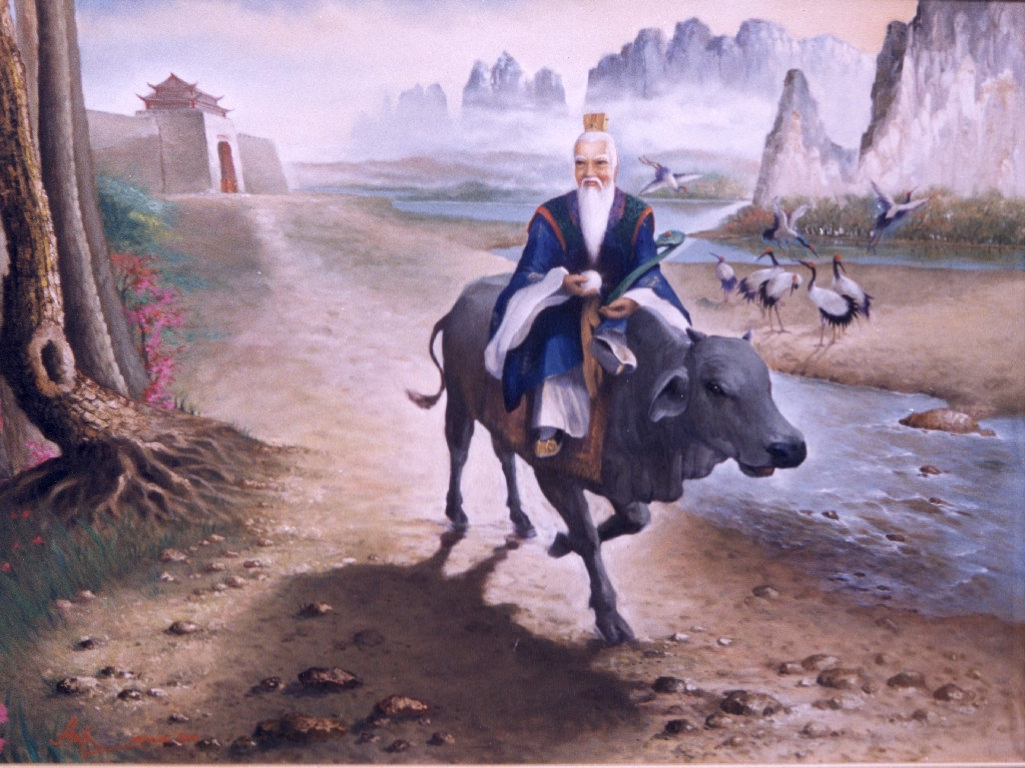
Laozi

Els ensenyaments de Laozi, i conseqüentment els de la filosofia taoista, estan basats en l'anàlisi de la natura en el sentit més ampli del terme, amb la finalitat d'obtenir l'enfocament sobre el funcionament natural de l'existència, per determinar quin és l'ordre natural de les coses. Aquesta visió universalista és la que Laozi pren com a punt de partida per a la seva tesi filosòfica. Analitza el funcionament dual de la natura universal existent (Yin-Yang) per després aprofundir en conceptes més amplis sobre l'origen cosmològic de l'univers i, d'aquesta manera, poder determinar el funcionament fluid o l'ordre natural amb el qual les diferents formes han anat mutant per perpetuar la continuïtat de l'existència. Basant-se en això, Laozi determina quin és l'ordre natural que els éssers vius, i principalment l'ésser humà, ha de dur a terme per millorar la seva existència i avançar cap al canvi a favor de la superació. En aquest sentit, explica com és que, en no seguir aquestes normes naturals, l'ésser humà s'ha desviat de la seva veritable harmonia còsmica. Com a conseqüència, per haver contradit el ritme natural, ha generat les seves pròpies calamitats i ha substituït aquest ritme per ordenances i actituds absolutistes, superficials i dogmàtiques que, finalment, han acabat per desequilibrar la humanitat, afavorint que les classes dominants exerceixen el control a costa de l'infortuni de les classes inferiors.
Laozi utilitza simbolismes i al·legories, en què compara aspectes de la natura, per mostrar paral·lelismes amb el comportament humà, quelcom característic de la filosofia taoista i d'altres corrents de pensament oriental. Arran d'aquestes observacions cosmològiques i naturals, Laozi desenvolupa diferents conceptes filosòfics que pretenen explicar els aspectes més transcendents de la vida de la humanitat, abastant així tota mena de camps d'estudi, des de la cosmologia i les seves explicacions sobre l'origen de l'univers, fins als aspectes de la vida diària de la societat humana, com la sociologia, la política, l'economia i la religió.
La base del pensament cosmològic i filosòfic de Laozi és el tao, un concepte abstracte generalment poc comprensible i fàcilment mal interpretable pels occidentals, i també pels orientals que desconeixen els conceptes del pensament taoista. La incomprensió superficial i religiosa fa creure que el tao és un déu o algun altre tipus d'«entitat espiritual o suprema», però en realitat Laozi descriu el tao com l'origen de tot, la font primordial de tot el que existeix, tant en el pla físic com en l'abstracte, per la qual cosa defineix el tao com un concepte molt profund d'unitat primordial que escapa a la idea rígida i mítica d'un déu, un ésser, o qualsevol altra personificació. Contràriament, Laozi descriu el tao com quelcom abstracte, amorf, intangible i inaudible, per la qual cosa les posteriors formes de la natura han sorgit del tao, i així també allò que no té forma, per la qual cosa el tao no es descriu com una d'aquestes dues coses, sinó com la primordial natura de la qual tota la resta sorgeix, i és així l'origen cosmològic i l'essència de tot el que hi ha.
Sobre l'origen del tao, Laozi planteja que, en ser aquest l'essència primordial de tot, és aleshores el tao l'origen de les coses i no el tao la creació d'alguna cosa o quelcom més, ja que són les coses definides que existeixen en l'univers les que han fluït amb les mutacions constants i conseqüents del tao; per aquest motiu, aquestes són les coses que l'ésser humà arriba a conèixer i catalogar sota diverses nomenclatures. Però, el tao en si no és una cosa, sinó que és la cosa en si; no de la manera absolutista d'imperativitat jeràrquica, sinó com a essència infinita i generadora dels posteriors canvis que van prendre forma amb diferents manifestacions. Per això, tant els éssers vius, com els objectes inanimats, la terra mateixa i el cel, tots aquests han de ser formes que van sorgir de canvis anteriors de la mateixa natura, i així la natura és la mare de totes les coses. En el seu punt ancestral neutral, la natura no havia adoptat formes però existia en si mateixa, i per si mateixa va fluir i va adoptar formes amb les quals es manifestà, i és això al que Laozi anomena tao, explicant que tao és només un dels noms possibles que se li pot donar, però no el nom original en si, ja que són els humans els qui necessiten anomenar les coses per reconèixer-les, però la natura en si mateixa no té noms, ja que no els necessita.
Arran del tao, Laozi argumenta la dualitat conseqüent d'aquest, i per tant, la relativitat natural de l'existència.
Laozi anomena ésser (You) i no-ésser (Wu) els dos aspectes ontològics emergents del tao; l'ésser com a categorització de tot el manifest i perceptible de l'univers, englobant així tots els seus aspectes i creacions, i el no-ésser com l'aspecte ocult i metafísic de l'existència, i aquest és l'etereïtat ontològica del manifest, però no una «antítesi» de l'ésser, ja que la metafísica taoista no tracta d'antagònics com els occidentals acostumen a veure, sinó que per a Laozi la natura és relativa i dialèctica, per la qual cosa ésser i no-ésser són dos aspectes diferents però complementaris, ambdós provinents del tao, i no dues actituds diferents que es confronten entre si. L'ésser és el món fenomènic en el qual succeeixen les coses, i el no-ésser l'aspecte no fenomènic d'aquest món fenomènic, per la qual cosa no existiria l'un sense l'altre, i cap implica l'anul·lació de la seva contrapart; no és el no-ésser un regne vaporós i espiritual, i no és l'ésser una tangibilitat absoluta i permanentment immutable; ambdós són part de l'esdevenir còsmic del tao, i això és el que Laozi explica en la seva filosofia.
Sent el tao l'arrel de tot l'existent tant en les seves manifestacions físiques com en els seus aspectes abstractes, el tao llavors és en si mateix absolut, però paradoxalment implica que res no és absolut perquè tot en la natura requereix canvis que permetin la continuïtat progressiva del mateix fluir còsmic, raó per la qual el tao no existeix en si mateix com un ens jeràrquic, sinó com a essència de totes les altres coses que han sorgit d'aquest, i tant els aspectes metafísicament duals com ser i no ser, i les dualitats còsmiques com el cel i la terra, han de ser precisament manifestacions de la relativitat i complementarietat dels canvis mutacionals que el tao va efectuar i que van donar origen a l'existència; de manera que si el tao fos absolutista, la natura no hauria canviat i no s'haurien originat canvis dialèctics que donessin origen a l'existència.
Aquest és un principi altament important en la filosofia taoista, ja que implica que l'ordre natural de les coses és el fluir constant i que permet els canvis que generen l'evolució en tots els aspectes de la natura, raó per la qual Laozi insisteix en la relativitat mutacional del tao, ja que aquesta és l'única manera d'aconseguir que les diferents coses aconsegueixin emmotllar-se als canvis per canviar i transformar-se en formes més eficients que permetin continuar el fluir natural de l'existència, ja que altrament, es produiria l'estancament que detindria l'avenç o ordre natural de les coses. Aquest concepte ha estat aplicat per Laozi en tota la seva filosofia.
Referent a l'ordre natural del tao, Laozi explica que aquesta és la manera en la qual la natura permet la continuïtat de l'existència, per la qual cosa el tao no realitza coses en favor d'interessos personals, ja que manca d'interessos propis, només és el fluir constant de l'existència, afavorint així tots els éssers i coses darrere la seva continuïtat en comptes de declinar-se'n només per uns quants, per la qual cosa el tao és imparcial i just, és l'equilibri i l'harmonia que la filosofia oriental impulsa a seguir per millorar l'existència, contràriament als tabús i regles absolutistes que l'ésser humà va imposar per afavorir-ne uns quants, a costa de l'infortuni de tots els altres.
Laozi ensenya que tot és causa i efecte, per la qual cosa cada aspecte que podem percebre avui és originari d'un altre aspecte ocult que li va precedir històricament, explicant així com l'univers mateix i les seves coses existents són resultat de fets anteriors, i no creacions espontànies.
D'aquesta idea, neix el principi d'acció i reacció que els taoistes esmenten en explicar com és que tot l'existent esdevé d'una cosa anterior; tot té un perquè, mostrant com el tao no fa les coses arbitràriament, sinó que tot és causal, i no casual, i això no es limita sol a l'origen cosmològic de l'univers, sinó a la vida diària de tots els éssers vius, inclòs entre aquests l'ésser humà, ja que tot el que està establert en l'esfera de la societat humana no ha d'haver estat etern ni absolut, sinó que va ser creat per les mateixes causes que els humans han desenvolupat, i la vida actual és la conseqüència dels propis fets que la humanitat ha desenvolupat anteriorment.
Amb la important tònica del canvi constant, Laozi explica com aquest principi de la mutació perpètua és el que va originar l'univers i tot allò conegut, arran del tao i els seus conseqüents canvis metafísics i físicament ontològics anomenats ésser i no-ésser.
Laozi explica que el tao en la seva unitat és mínim i absolut, però després de canviar i relativitzar-se dona origen a la dualitat, la qual s'ha explicat anteriorment com a ésser i no-ésser, però així mateix, el món de l'ésser se subdivideix en una conseqüent tercera fase d'aquesta mutació del tao, originant així l'univers conegut, representat per Laozi com a cel i terra, i aquest és el món fenomènic on, després de les posteriors mutacions naturals conseqüents, es van originar els diferents elements i els éssers vius, entre els quals es troba l'ésser humà.
Després de la divisió del tao, Laozi posa èmfasi en el fet que tota la natura és relativa i se succeeix en canvis constants dialècticament complementaris, i anomena així els dos aspectes oposats i complementaris: yin i yang, presents en tot l'esdevenir còsmic de la natura, tant en els orígens metafísics com en els éssers vius i el món fenomènic, aplicant-se així també per analitzar tot l'existent, inclosos els aspectes socials i humans que Laozi estudia en la seva filosofia.
Laozi explica com el yin i yang no són elements confrontats, sinó que les seves característiques oposades es complementen per conformar així la totalitat del yao, sent que, d'aquesta forma, les mutacions naturals permeten que l'associat al yin es torni yang, i viceversa, donant així el ritme dialèctic que permet la fluïdesa natural de l'energia (Chi), la qual representa la vitalitat de l'existent, i d'aquesta forma yin i yang és la mecànica de funcionament dialèctic de l'energia, en altres paraules, la relativitat i el canvi natural que permet la fluïdesa de la natura, la qual obté harmonia en trobar equilibri entre els seus dos aspectes oposadament complementaris.
Després de canviar el tao i canviar constantment la natura, tot l'existent s'ha creat, per la qual cosa Laozi sosté que tot és naturalment tao, ja que el tao és l'origen comú de totes les coses. Sent així, totes les coses funcionen en harmonia amb la natura quan compleixen la funció natural que tenen, donades les seves característiques, a les quals Laozi es refereix com la virtut (Te) que les coses obtenen del tao.
Amb aquest sentit de virtut com a qualitat de cada forma existent per aconseguir el seu acompliment natural, Laozi explica que l'ordre natural de les coses és seguir el seu desenvolupament nat, i no desencaminar-se en maneres contràries al seu comportament natural, ja que aquestes desequilibren la natura i acaben per destruir-la.
D'aquesta forma, Laozi parla de la virtut humana com el funcionament harmoniós segons la seva naturalesa i el seu desenvolupament social, en contrast amb el comportament rutinari forjat per ordenances imposades artificialment que resulten contradir la naturalesa universalista que l'ésser humà hauria de seguir naturalment per perpetuar el seu benestar en el món.
Així, amb aquesta anàlisi cosmològica, Laozi basa els seus ensenyaments en el funcionament natural de les coses, explicant que la natura va prosperar a causa dels seus constants canvis evolutius i a la no-obstrucció del seu desenvolupament natural, mostrant això com a exemple per a la vida humana, argumentant com les normes i tabús imposats no han de ser la mateixa naturalesa humana, sinó reglamentacions artificials imposades per mandat jeràrquic, i aquestes normatives i restriccions impedeixen a l'ésser humà desenvolupar-se amb llibertat i naturalitat per forjar un desenvolupament pròsper concorde amb la seva naturalesa, per la qual cosa la llibertat que l'ésser humà necessita només l'assolirà després d'alliberar-se dels lligaments superficials, per a així adoptar la forma de vida lliure i sense restriccions que li permetin desenvolupar-se harmònicament com la natura ensenya, i d'aquesta forma assolirà l'ésser humà la prosperitat per a la seva vida i el desenvolupament del bé comú.

## Influència
Com ja s'ha comentat, la seva obra més famosa, així com tota la seva aportació filosòfica, van fer que tingués una gran influència en diferents àmbits. Per exemple, teòrics polítics influenciats per Laozi han advocat per la humilitat en el lideratge i l'enfocament adoptat en l'art de governar, ja sigui per raons ètiques i pacifistes, o per a fins tàctics. En un context diferent, diversos moviments antiautoritaris han abraçat els ensenyaments de Laozi en el poder dels febles. L'economista Murray Rothbard suggereix que Laozi va ser el primer llibertarià, unint les idees de Laozi respecte al govern amb la teoria de l'ordre espontani de F. A. Hayek. James A. Dorn hi està d'acord, i escriu que Laozi, com molts dels liberals del segle xviii, «va argumentar la minimització del paper del govern i deixant que els individus es desenvolupin espontàniament, contribuiria a aconseguir l'harmonia social i econòmica». Així mateix, l'Institut Cato de David Boaz inclou passatges del Daodejing en el seu llibre de 1997 The Libertarian Reader. El filòsof Roderick Long, però, sosté que els temes llibertaris en el pensament taoista són realment presos d'anteriors escriptors confucians.
Dins del moviment ahmadia, d'inspiració musulmana, Mirza Tahir Ahmad, el quart successor de Mirza Ghulam Ahmad, va escriure que els ensenyaments espirituals de Laozi eren com l'islam. Els seus seguidors van pensar que podia ser adorat i Laozi va començar a ser-ho.